# Nàng tiên cá Warszawa

Biểu tượng hiện tại của Warszawa

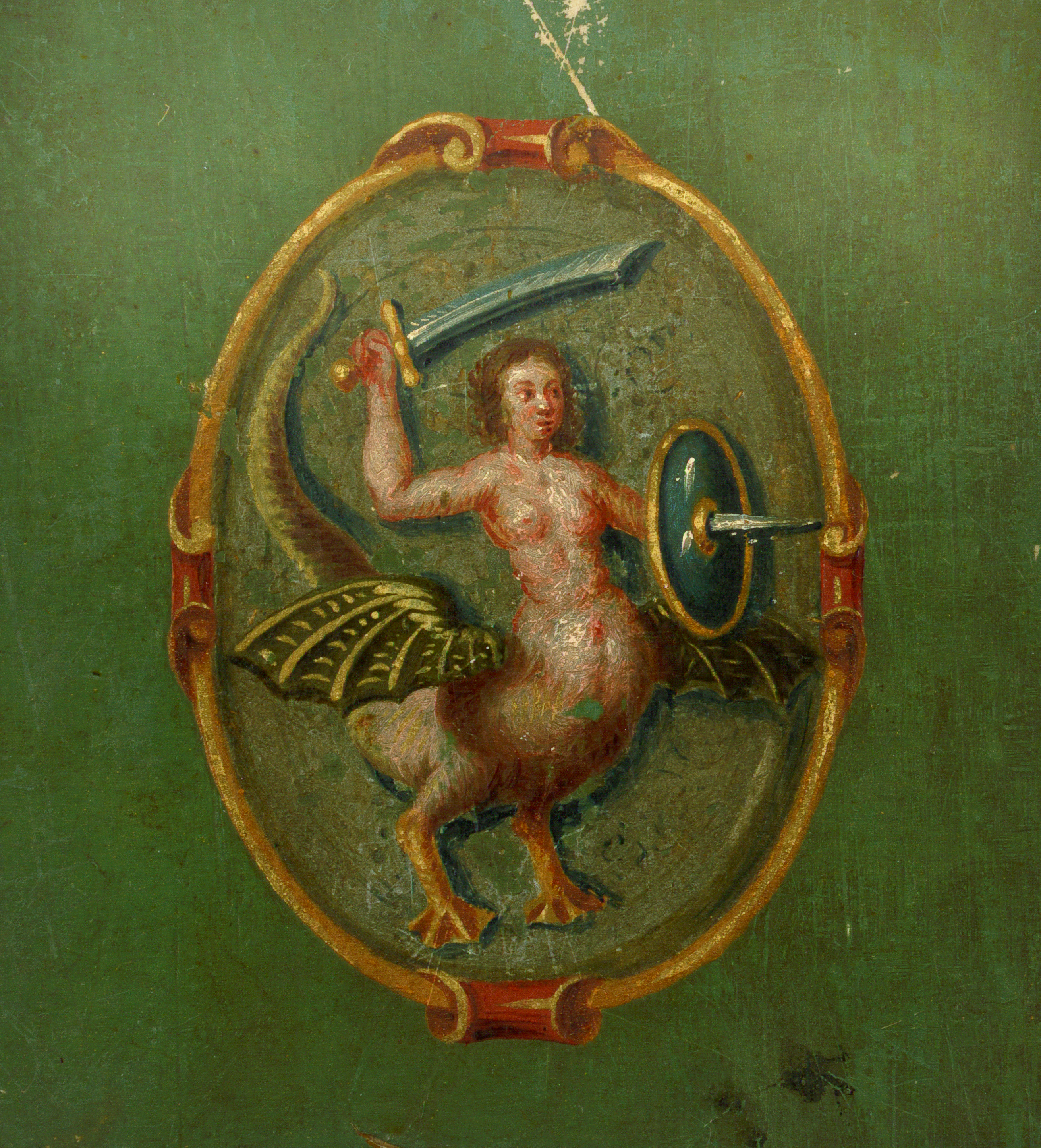
Biểu tượng của Warszawa cũ nằm trên bìa của cuốn sách "Regestrum proventuum et expensorum The antiq [ue] varsaviae" từ năm 1652

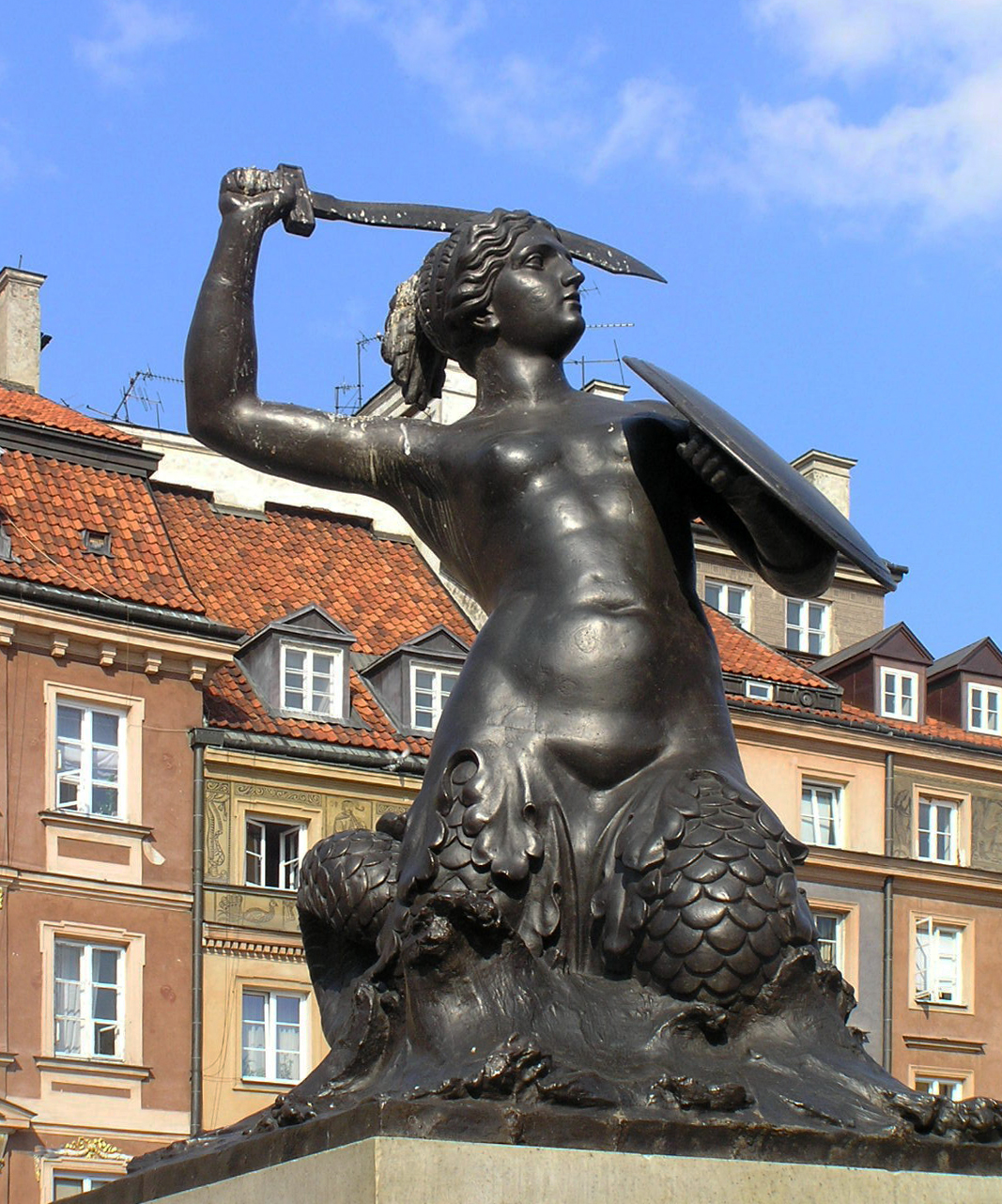
Nàng tiên cá ở trung tâm Phố cổ Warszawa

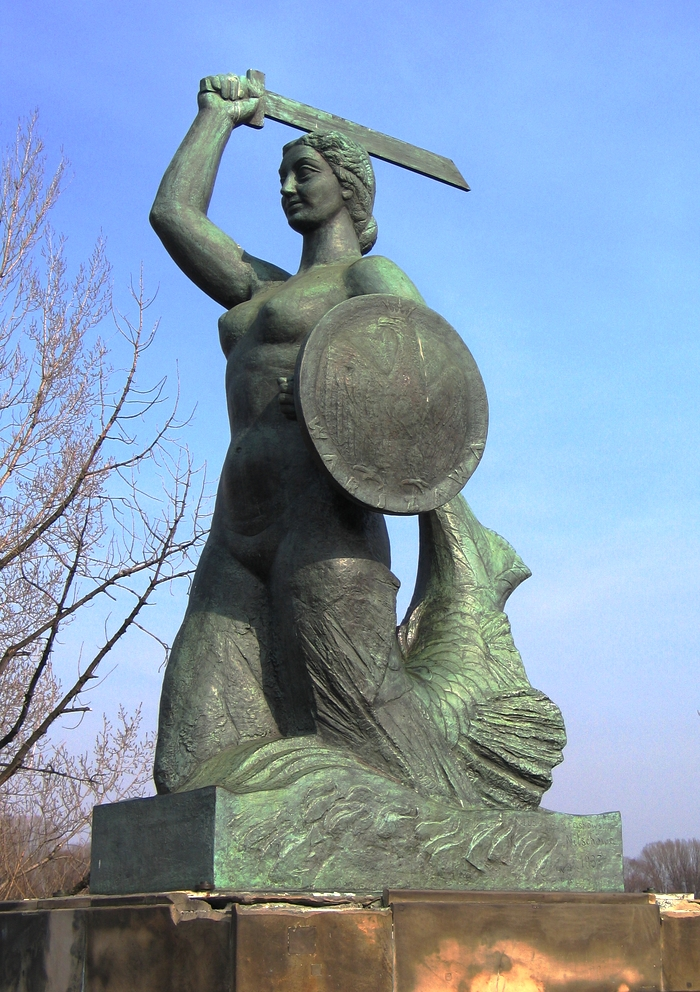
Nàng tiên cá trên sông Vistula

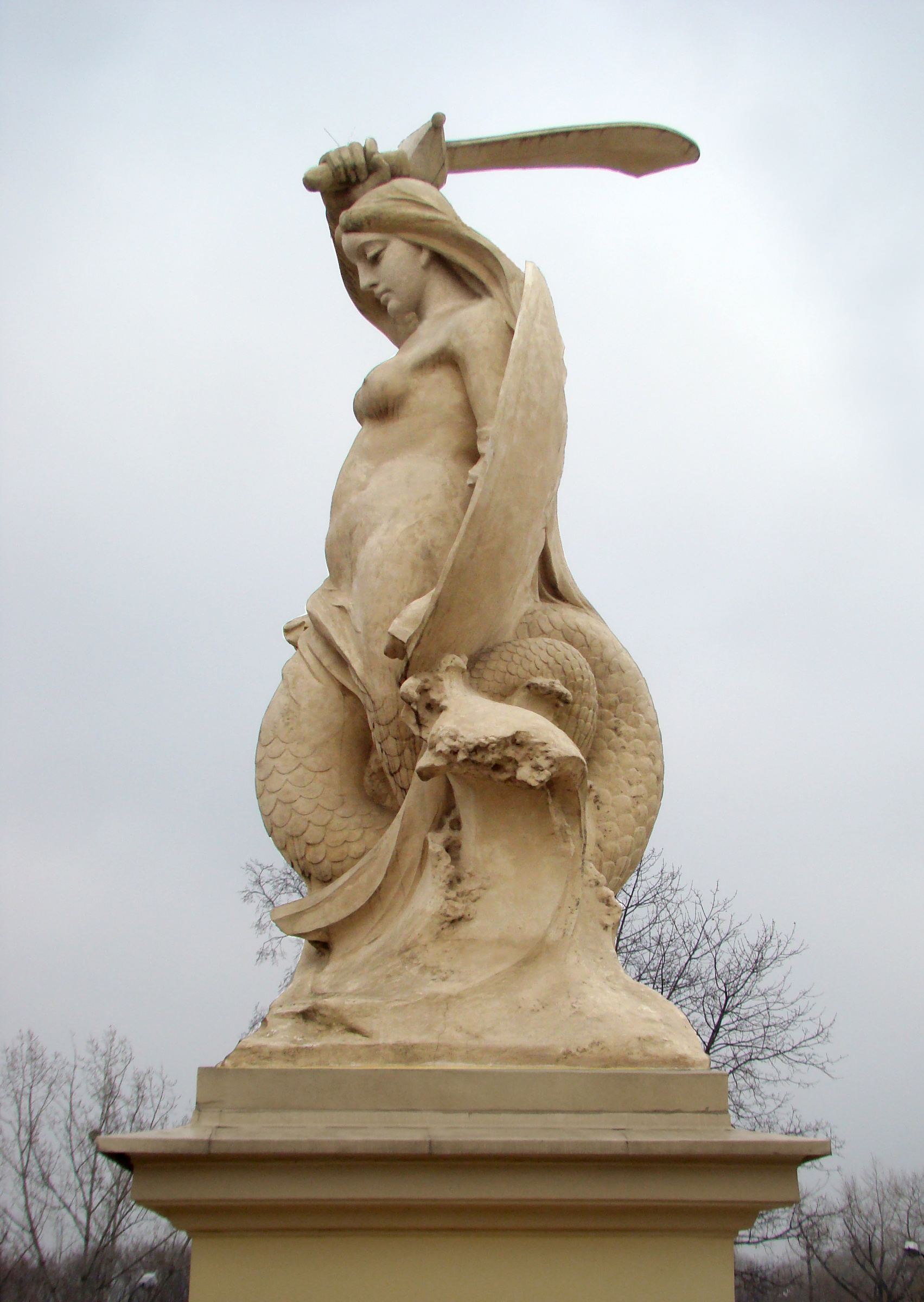
Nàng tiên cá tại cầu cạn Stanisław Markiewicz

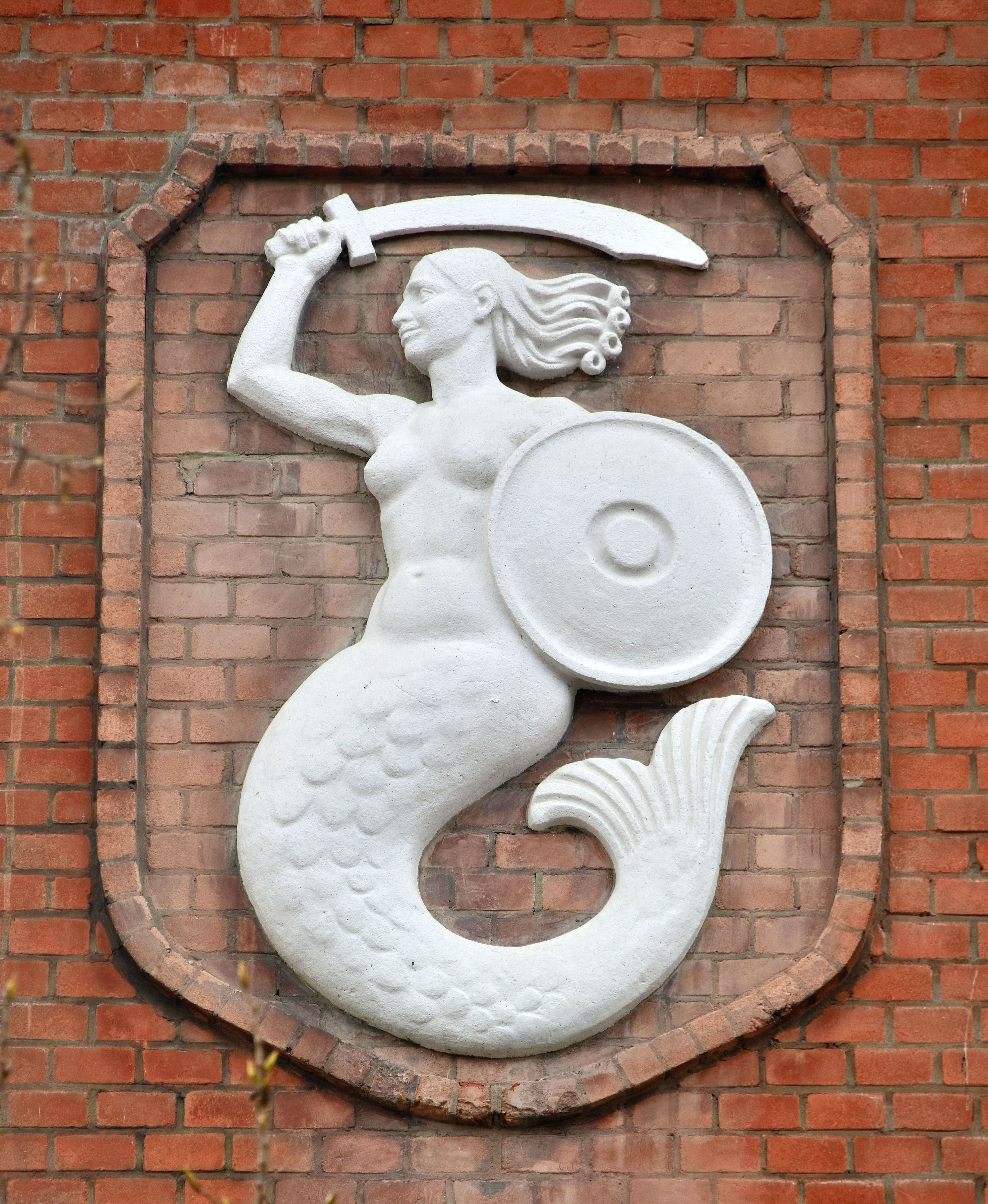
Nàng tiên cá của Wojciech Czerwosz

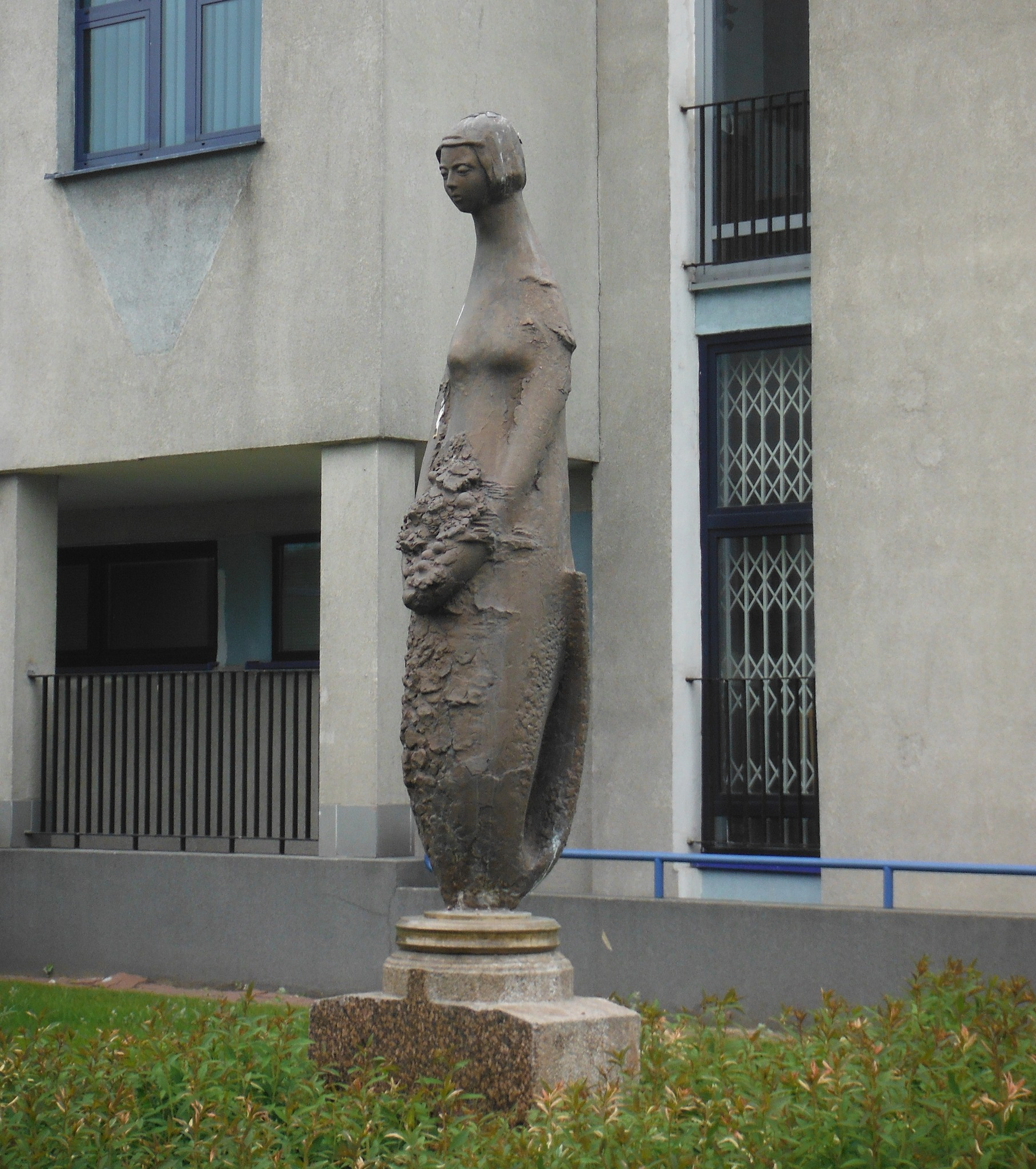
Nàng tiên cá của Jerzy Chojnacki

Nàng tiên cá Warszawa (tiếng Ba Lan: Warszawska Syrenka) là một biểu tượng của Warszawa, được thể hiện trên huy hiệu của thành phố cũng như trong một số bức tượng và hình ảnh khác.

## Từ nguyên
Syrenka trong tiếng Ba Lan cùng nguồn gốc với tiên chim, nhưng cô ấy là đúng hơn một nàng tiên cá nước ngọt được gọi là melusina. Trong bản dịch tiếng Anh thông dụng, trong mọi trường hợp, không phải là tiên chim hay melusina mà là nàng tiên cá.

## Hình ảnh

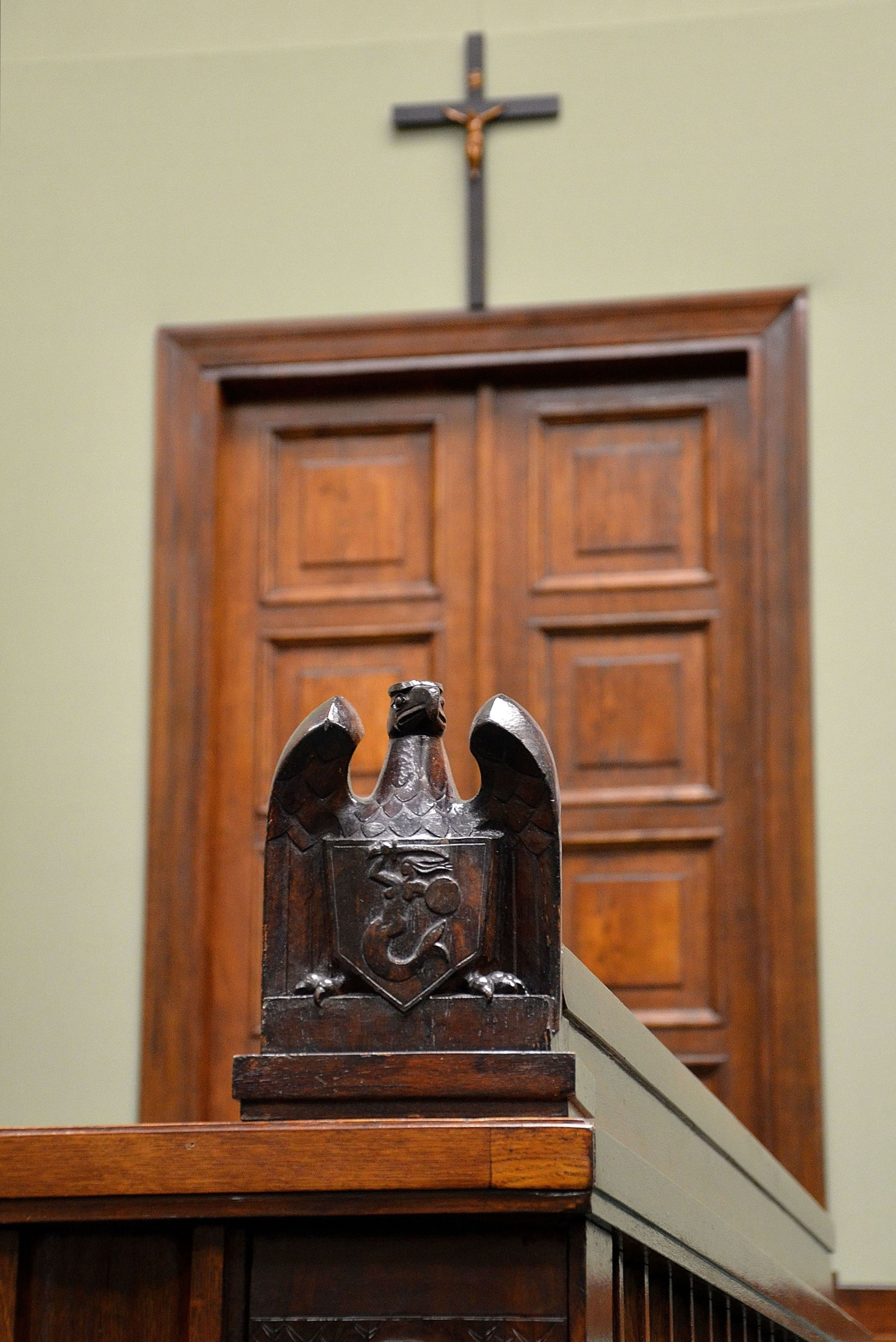
Nàng tiên cá trong quốc hội Ba Lan, Sejm
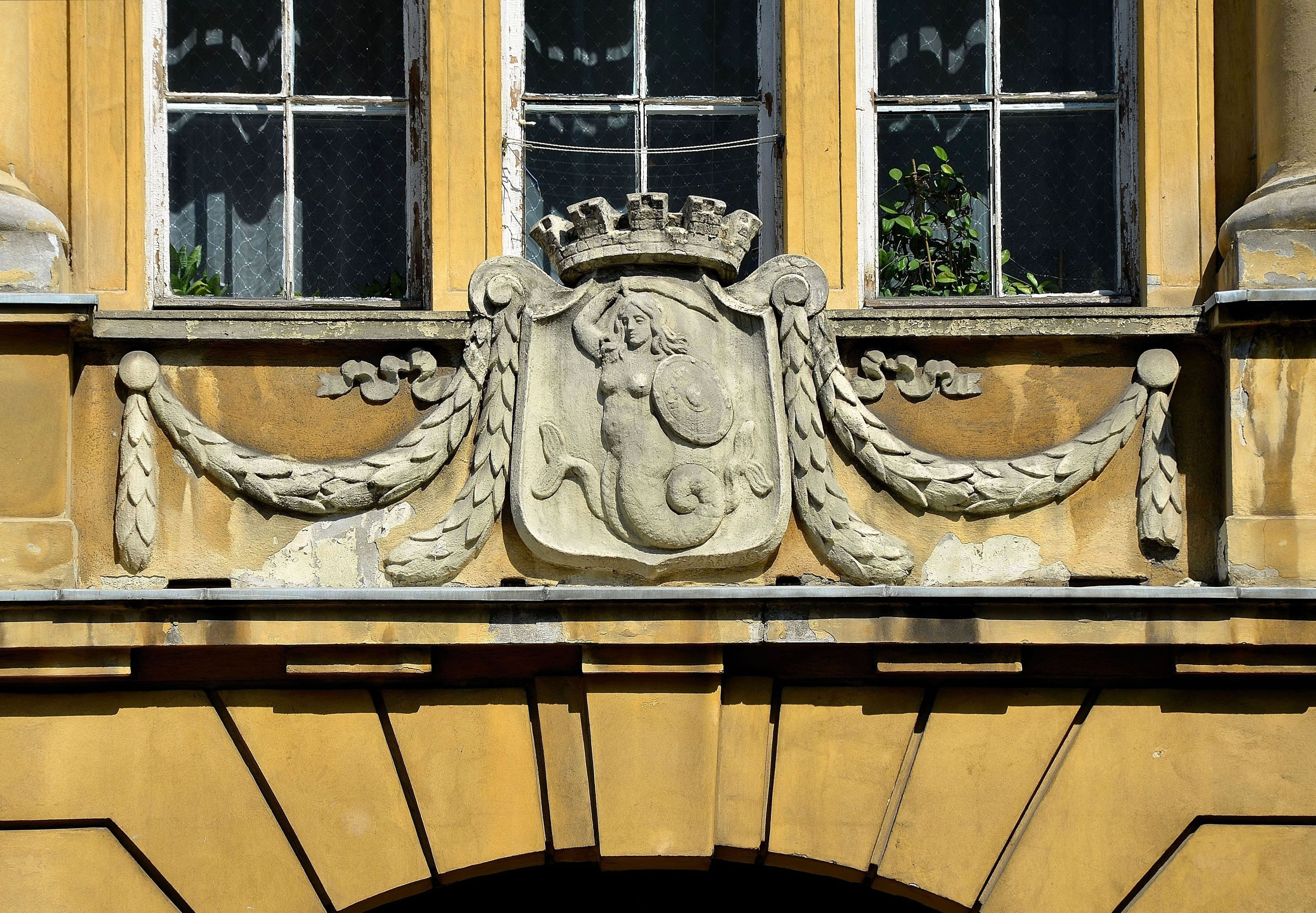
Nàng tiên cá trên phố Inżynierska
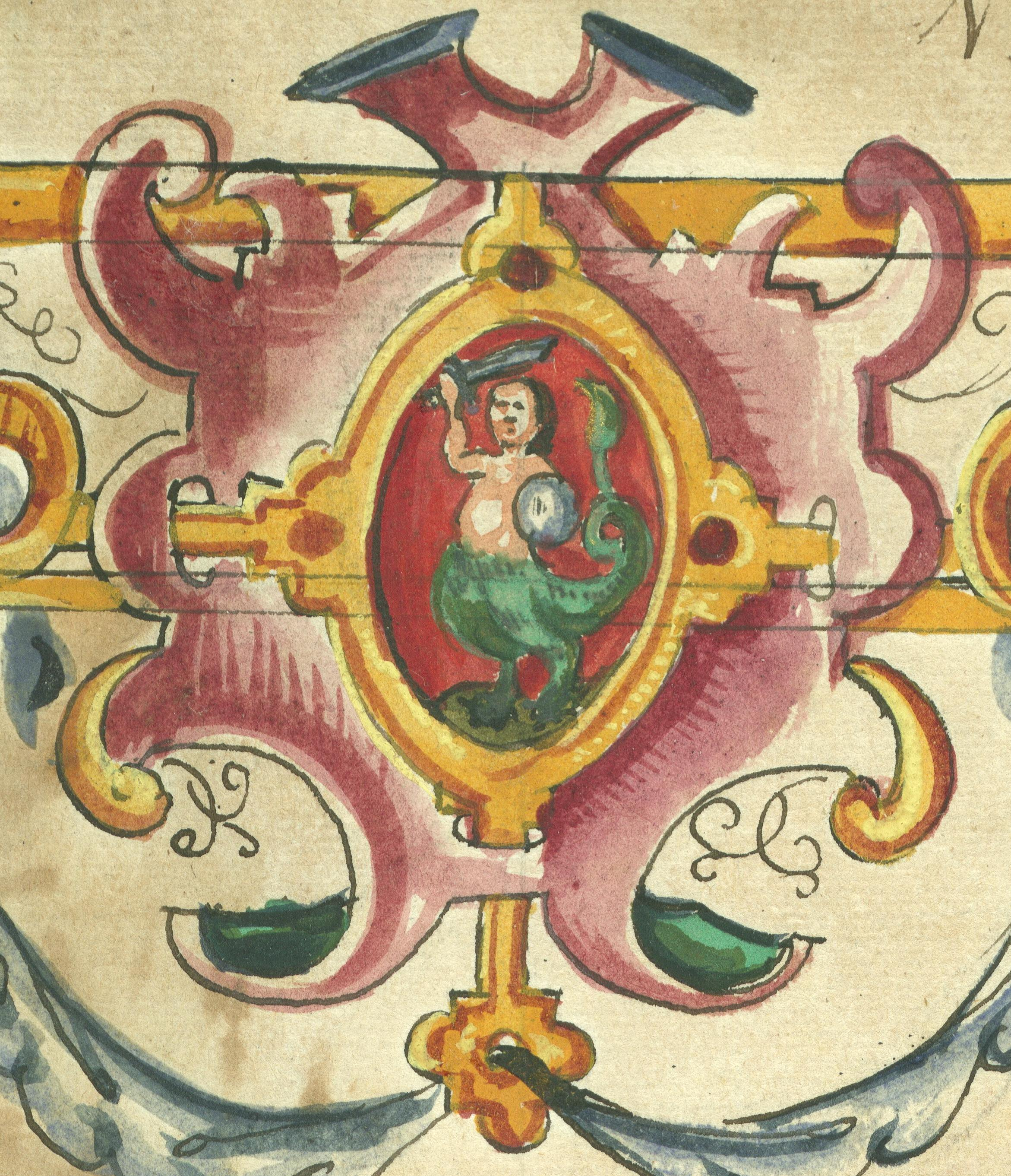
Nàng tiên cá Warszawa vào năm 1609
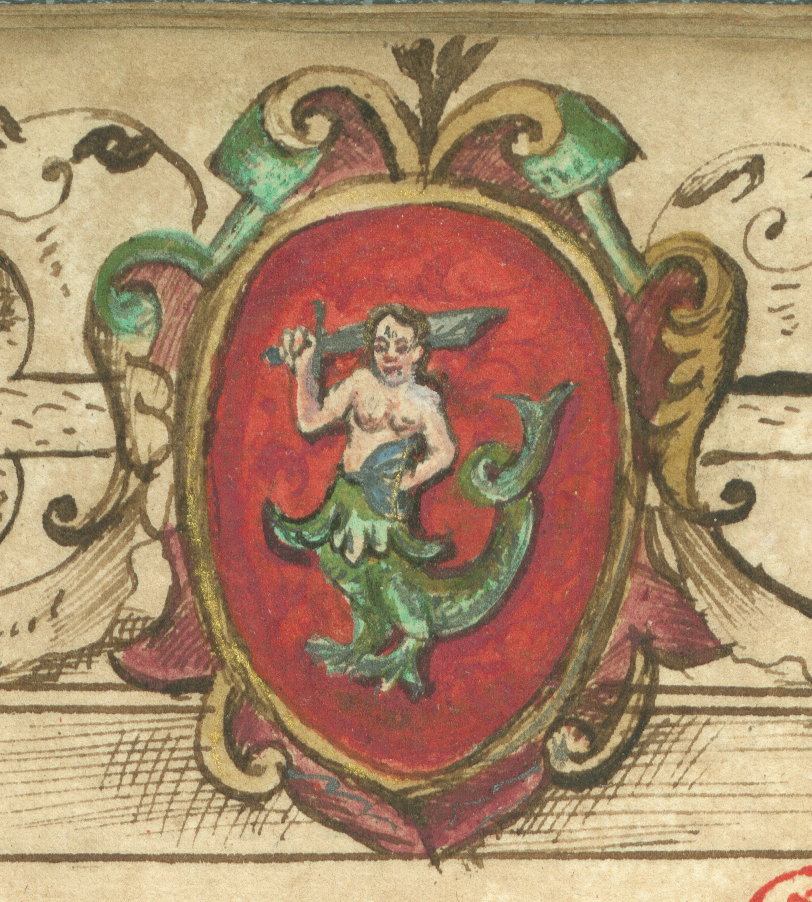
Huy hiệu của Warszawa vào năm 1599
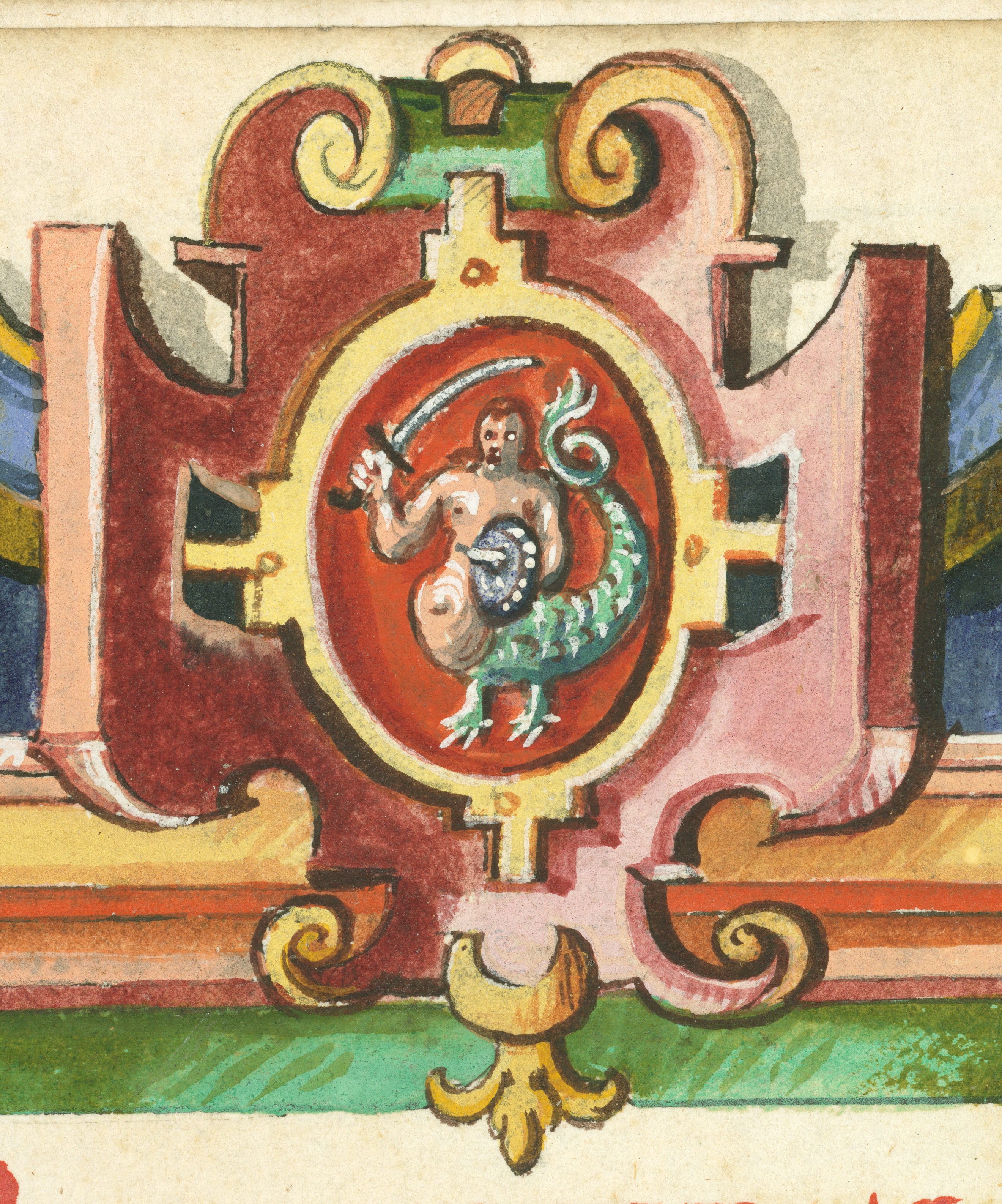
Huy hiệu của Warszawa vào năm 1602
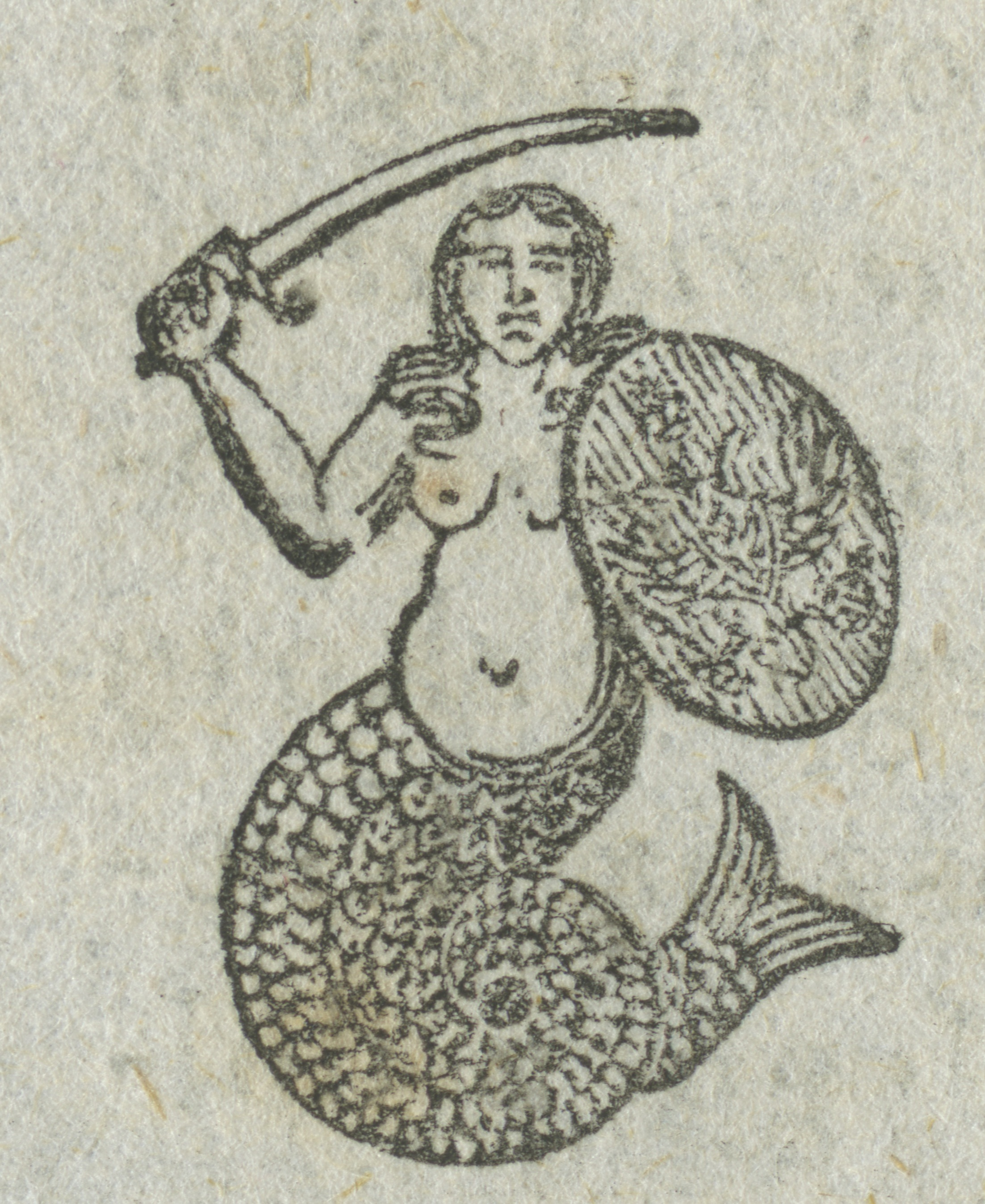
Huy hiệu của Warszawa năm 1845